# Nigramma astriata
Nigramma astriata là một loài bướm đêm trong họ Noctuidae.